# Disney XD (Latinoamérica)
Disney XD (pronunciado Disney ex di en fonética española) fue un canal de televisión por suscripción latinoamericano de origen estadounidense que era enfocado a la audiencia de 7 a 14 años. Fue lanzado el 3 de julio de 2009 en reemplazo de Jetix. El canal era propiedad de The Walt Disney Company Latin America y era operado por Disney Media Networks Latin America. 

## Historia
En 2009, Disney decide relanzar y cambiar el enfoque de programación de la gran mayoría de los canales Jetix y algunos canales Toon Disney alrededor del mundo a Disney XD; por lo que, el 3 de julio del 2009, Jetix es relanzado como Disney XD en Latinoamérica.
Durante sus primeros días de emisión, el canal obtuvo una buena audiencia en Uruguay, Argentina, Venezuela, México, Chile y Perú (con 2.617.577 de televidentes), en ese tiempo.
El 1 de mayo de 2021, la señal Sur cesa sus transmisiones y es sustituida por la señal panregional, la cual pasó a abarcar a toda Latinoamérica a excepción de México y Brasil. Colombia continuó siendo el país cabecera de la señal y la programación se siguió emitiendo a base de su zona horaria. Con este cambio, se sustituyó en las promociones el huso horario de Chile por el de Argentina.
A inicios de enero de 2022, Disney anunció el cierre de Disney XD en Latinoamérica para el jueves 31 de marzo de 2022, además del cese de otros canales de televisión que posee en la región como Nat Geo Wild, Nat Geo Kids, FXM y Star Life.
En la madrugada del viernes 1 de abril de 2022, Disney XD finalizó sus emisiones, junto con FXM, Star Life, Nat Geo Wild y Nat Geo Kids.  
Desde el mes de abril de 2022, Disney sigue distribuyendo el contenido de Disney XD en Disney+ y parte de su programación en Disney Channel.